# 脱脱木儿 (荆王)
脱脱木儿（?—?），元朝诸王，窝阔台次子阔端玄孙，也速不坚之子，封荆王。
至順元年（1330年）正月，元文宗召荊王之子脫脫木兒赴闕。至元元年（1335年）闰十二月，元惠宗詔宗室脫脫木兒襲封荊王，賜金印，至元三年（1337年）十一月二十一日。詔脫脫木兒襲脫火赤荊王位，仍命其妃忽剌灰同治兀魯思事。至元四年（1338年）十二月庚戌，加荊王脫脫木兒元德上輔廣忠宣義正節振武佐運功臣之號。

## 延伸阅读
[在维基数据编辑]
 《新元史/卷111》，出自柯劭忞《新元史》